# Генеральный директорат по международному сотрудничеству и развитию
Генеральный директорат по международному сотрудничеству и развитию (DEVCO) является одним из департаментов Европейской комиссии. Он действует под руководством Европейского комиссара по международному сотрудничеству и развитию Невена Мимика.

## Происхождение
Генеральный директорат по развитию и сотрудничеству - EuropeAid был образован 1 января 2011 года в результате слияния Бюро по сотрудничеству EuropeAid (AIDCO) с Генеральным директоратом по развитию и связям с государствами акт (DEV). AIDCO была основана 1 января 2001 года с целью осуществления программ внешней помощи ЕС по всему миру. В то время Генеральный директорат по международному сотрудничеству и развитию и Генеральный директорат по внешним связям (RELEX) отвечали за политику и программирование.
После создания EuropeAid в 2011 году генеральный директор Фокион Фотиадис отвечал за общую реализацию миссии ГД, которая заключается в программировании и реализации инструментов внешней помощи Европейской комиссии, финансируемых из бюджета Европейского Союза и европейских фондов развития. В ноябре 2013 года Фернандо Фрутуозо Де Мело сменил Фокиона Фотиадиса на посту генерального директора Генерального директората.
EuropeAid сосредоточила свое внимание на максимизации ценности и отдачи от финансирования помощи путем обеспечения того, чтобы поддержка предоставлялась таким образом, который соответствует целям развития ЕС и целям развития тысячелетия ООН в быстрой и подотчетной форме. Эффективное осуществление и предоставление помощи также помогает комиссии и ЕС в целом добиться более высокого статуса на мировой арене. Европейский Союз является крупнейшим в мире донором помощи.

## Политика развития
ГД по международному сотрудничеству и развитию формулирует политику Европейского Союза в области развития за рубежом. Его миссия заключается в содействии сокращению и в конечном счете искоренению нищеты в развивающихся странах путем содействия устойчивому развитию, демократии, миру и безопасности.
Он занимается разработкой политики на глобальном и секторальном уровнях. Основными направлениями деятельности являются торговля и региональная интеграция, окружающая среда и устойчивое управление природными ресурсами, инфраструктура, связь и транспорт, водоснабжение и энергетика, развитие сельских районов, управление, демократия и права человека, мир и безопасность, развитие человеческого потенциала, социальная сплоченность и занятость. Действия ЕС в области развития основаны на европейском консенсусе по вопросам развития, который был одобрен 20 декабря 2005 года государствами-членами ЕС, Советом, Европейским парламентом и Комиссией.

## От политики к действию
При осуществлении проектов он учитывает политические стратегии ЕС и долгосрочные программы оказания помощи. Она преобразует политику в практические действия и разрабатывает новые способы оказания помощи, такие как бюджетная поддержка и секторальные подходы. Он также издает руководящие принципы и проводит оценки осуществления помощи. Кроме того, он отвечает за надлежащее управление средствами и должен использовать четкие и прозрачные процедуры проведения торгов и заключения контрактов. Цикл программирования и обязанности изменились с созданием Европейской службы внешних связей (EEAS). EEAS играет ключевую роль в программировании географических инструментов с EuropeAid и делегациями ЕС.
Генеральный директорат отвечает за все этапы проекта оказания помощи: после определения потребностей он проводит технико-экономическое обоснование и готовит все необходимые финансовые решения и меры контроля. Затем он переходит к разработке необходимых процедур проведения торгов, мониторинга и оценки. EuropeAid часто публикует эти оценки на своем веб-сайте, стремясь улучшить управление, в частности, принимая во внимание уроки прошлых публичных действий и укрепить потенциал для учета и обеспечения большей прозрачности.
Это учреждение является децентрализованной организацией. Два из трех сотрудников комиссии, занимающихся вопросами оказания помощи, работают на местах. Именно поэтому большая часть подготовительной и имплементационной работы осуществляется через Делегации ЕС в странах-бенефициарах. Генеральный директорат состоит из более чем 43 подразделений, разделенных на девять директоратов.

## Содействие совместным усилиям
Для обеспечения согласованности, взаимодополняемости и координации в осуществлении программ внешней помощи во всем мире ГД работает в тесном сотрудничестве со своими различными партнерами. Общая цель состоит в том, чтобы сделать внешнюю помощь более эффективной. Гражданское общество, международные организации и правительства государств-членов Европейского Союза являются важными участниками в этой области.

## Финансирование
Генеральный директорат присуждает гранты и контракты на осуществление проектов или мероприятий, связанных с программами внешней помощи Европейского Союза. Для того, чтобы работа EuropeAid по улучшению жизни людей была признана, был подготовлен набор руководящих принципов видимости. Эти руководящие принципы гарантируют, что проекты помощи признают финансовую поддержку, которую они получают из бюджетов комиссий. Они также помогают поднять общий профиль ЕС во всем мире.
Помощь в целях развития финансируется непосредственно из бюджета ЕС (70%) как часть финансовых инструментов для внешних действий, а также Европейским фондом развития (EDF) (30%). Финансирование внешних действий ЕС делится на "географические" и "тематические" инструменты. "Географические" инструменты предоставляют помощь через инструмент сотрудничества в целях развития (DCI, €16,9 млрд, 2007-2013 гг.), который должен потратить 95% своего бюджета на зарубежную помощь в целях развития, и из Европейского Инструмента Соседства и партнерства (ENPI), который содержит некоторые соответствующие программы. EDF (€22,7 млрд, 2008-2013 гг.) состоит из добровольных взносов государств-членов ЕС. В настоящее время идет дискуссия о том, следует ли "бюджетировать" EDF.
Видимые преимущества:
- взносы будут основываться на ВНД, и это может привести к увеличению нынешних добровольных взносов;

- гармонизация бюджета ЕС и администрирования EDF может снизить административные расходы и повысить эффективность помощи;
- географическая стратегия для всех африканских, Карибских и Тихоокеанских стран более не актуальна, поскольку программы более локализованы в регионах или на страновом уровне;
- будет усилен демократический контроль и парламентский контроль;

Недостатки заключаются в следующем:
- 90% ресурсов EDF достигают стран с низким уровнем дохода, в отличие от менее чем 40% помощи от инструментов бюджетного развития ЕС;
- потеря предсказуемости и качества помощи, поскольку бюджет ЕС является ежегодным, в отличие от 6-летнего бюджета EDF.

## Внешние ссылки
- Development and Cooperation - EuropeAid
- Organisational Structure
- EuropeAid Partners
- EuropeAid Funding Page
- Financing Instruments
- European Development Fund
- EuropeAid Visibility Guidelines
- Excerpt from an EU promotion video on Global Assistance (development aid)
- European Union Delegations
- DG Humanitarian Aid and Civil Protection (ECHO)
- ACP Programming
- Millennium Development Goals
- Commissioner Andris Pielbags
- Commissioner Štefan Füle
- Vice President of the European Commission Catherine Ashton
- European External Action Service (EEAS)